# (100140) 1993 TP2
(100140) 1993 TP2 es un asteroide perteneciente al cinturón de asteroides, descubierto el 9 de octubre de 1993 por el equipo del Spacewatch desde el Observatorio Nacional de Kitt Peak, Arizona, Estados Unidos.